# Gymnosporangium
Gymnosporangium es un género de hongos basidiomicetos patógenos  que alternativamente infectan a los miembros de la familia Cupressaceae, principalmente las especies del género Juniperus (enebro), y los miembros de la familia de las rosáceas en la subfamilia Maloideae (manzanas, peras, membrillos, espinos, serbales y sus familiares).
En los enebros (anfitriones primarios), el hongo forma una bola de unos 2-4 cm de diámetro, que produce un conjunto de tentáculos de color naranja de tubos de esporas llamados filamentos teliospora. Estos cuernos se amplían y tienen una consistencia gelatinosa cuando se mojan. Las esporas se liberan y son llevadas por el viento hasta que infectan a una manzana, pera, o un árbol de espino.
En los anfitriones secundarios, el hongo produce depresiones amarillentas en las hojas. También infecta a la fruta, donde crecen unos tubos blanquecinos como una cabeza de Medusa. Estos son los tubos de esporas. Las esporas entonces deben infectar a un enebro para completar el ciclo de vida.
El hongo no causa daños graves a los enebros, pero los manzanos y perales pueden sufrir graves pérdidas en la producción de fruta debido a los efectos del hongo. Debido a los impactos económicos de las royas en algunas áreas de huertas que son de importancia comercial, algunas regiones han tratado de prohibir la siembra y / o erradicar los anfitriones de coníferas.

## Especies seleccionadas
| Especies                                 | Acogida principal         | Acogida secundaria                  |
| ---------------------------------------- | ------------------------- | ----------------------------------- |
| Gymnosporangium amelanchieris            | Juniperus sect. Juniperus | Amelanchier                         |
| Gymnosporangium clavariiforme            | Juniperus sect. Juniperus | Amelanchier, Crataegus, Pyrus       |
| Gymnosporangium clavipes                 | Juniperus                 | Cydonia                             |
| Gymnosporangium confusum                 | Juniperus                 | Crataegus, Cydonia, Mespilus, Pyrus |
| Gymnosporangium cornutum                 | Juniperus sect. Juniperus | Sorbus subgen. Sorbus               |
| Gymnosporangium cupressi                 | Cupressus                 | Amelanchier                         |
| Gymnosporangium dobroznakovii            | Juniperus sect. Juniperus | Pyrus                               |
| Gymnosporangium fuscum (syn. G. sabinae) | Juniperus sect. Sabina    | Pyrus                               |
| Gymnosporangium fusisporum               | Juniperus sect. Sabina    | Cotoneaster                         |
| Gymnosporangium gaeumannii               | Juniperus communis        | (not known)                         |
| Gymnosporangium globosum                 | Juniperus                 | Crataegus                           |
| Gymnosporangium gracile                  | Juniperus                 | Amelanchier, Crataegus, Cydonia     |
| Gymnosporangium harknessianum            | Juniperus                 | Amelanchier                         |
| Gymnosporangium inconspicuum             | Juniperus                 | Amelanchier                         |
| Gymnosporangium juniperi-virginianae     | Juniperus                 | Malus                               |
| Gymnosporangium kernianum                | Juniperus                 | Amelanchier                         |
| Gymnosporangium libocedri                | Calocedrus                | Amelanchier                         |
| Gymnosporangium malyi                    | (not known)               | Crataegus                           |
| Gymnosporangium multiporum               | Juniperus                 | (not known)                         |
| Gymnosporangium nelsonii                 | Juniperus                 | Amelanchier                         |
| Gymnosporangium nidus-avis               | Juniperus sect. Sabina    | Crataegus, Cydonia, Malus           |
| Gymnosporangium torminalis-juniperinum   | Juniperus sect. Juniperus | Sorbus torminalis                   |
| Gymnosporangium tremelloides             | Juniperus sect. Juniperus | Cydonia, Malus, Sorbus              |
| Gymnosporangium yamadae                  | Juniperus                 | Malus                               |